# 杉山明徳
杉山 明徳（すぎやま あきのり、1987年5月6日 - ）は、日本の俳優。
静岡県出身。横浜国立大学卒業。所属事務所はぱるエンタープライズ。特技はベンチプレス、水泳。趣味は筋トレ、料理。英検2級、数学技能検定2級の資格を所持。

## 出演

### テレビドラマ
- 東京地検特捜部長・鬼島平八郎 “眠らぬ鬼”（2010年）- 刑事 役
- 毒（ポイズン）（2012年、NTV）

### 舞台
- 「オアシスの旅人たち〜大切な未来のキミへ〜」（2011年11月、TACCS1179） - 主演
- バレエ「白鳥の湖」（2012年5月、新国立劇場）
- オペラ「ピータグライムズ」（2012年10月、新国立劇場）
- オペラ「セビリアの理髪師」（2012年11月-12月新国立劇場）
- オペラ「アイーダ」（2013年3月新国立劇場）
- 「川太郎の恋」（2013年10月、TACCS1179）
- 「Peach Boys」（2014年７月、東京芸術劇場）

### バレエ
- 「白鳥の湖」（2012年05月、新国立劇場）

### オペラ
- 「ピータグライムズ」（2012年10月、新国立劇場）
- 「セビリアの理髪師」（2012年11月、新国立劇場）
- 「セビリアの理髪師」（2012年12月、新国立劇場）
- 「アイーダ」（2013年03月、新国立劇場）

### インターネット
- 「芸人？女優？音羽七美の『劇団☆サウンドフェザーウェーブ』」（2013年11月）